# استاربوی (ترانه)
«استاربوی» (انگلیسی: Starboy) ترانه‌ای است که خوانندهٔ کانادایی د ویکند برای سومین آلبوم استودیویی خود با همین نام ضبط کرده‌است. این ترانه با حضور گروه دونفره الکترونیک فرانسوی دفت پانک است. این ترانه به عنوان اولین تک‌آهنگ آلبوم در ۲۱ سپتامبر ۲۰۱۶ توسط ایکس‌او و ریپابلیک رکوردز منتشر شد. این یک ترانه آراندبی و الکتروپاپ است و اشعار آن حاوی مضامین زیاده‌روی یک سلبریتی در زندگی‌اش است.
«استاربوی» در کشورهای مختلفی مانند کانادا، فرانسه، هلند، نیوزیلند و سوئد و همچنین بیلبورد هات ۱۰۰ ایالات متحده در جایگاه برتر جدول قرار گرفت و در ایالات متحده به سومین رتبهٔ برتر ویکند و اولین و تنها رتبهٔ برتر دفت پانک تبدیل شد. کارگردانی موزیک ویدیو این ترانه بر عهده گرانت سینگر، همکار مکرر د ویکند بود، که موزیک ویدیوهای قبلی ویکند را برای «صورتم را نمی‌توانم حس کنم» و «تپه‌ها» را کارگردانی کرده بود. در موزیک ویدیو، د ویکند را نشان می‌دهد که در تلاش است تا شواهد مربوط به شخص پیشین خود — از جمله جوایز شخصی خود از آلبوم گذشته خود زیبایی پشت دیوانگی — را از بین ببرد. این ویدئو به عنوان تلاش د ویکند برای قتل شخصیت پیشین خودش توصیف شده‌است.